# حسن بن محمد المشاط
حسن بن محمد المشَّاط (1317- 1399 هـ / 1900- 1979 م) عالم دين مسلم سعودي، وأحد كبار المدرِّسين بالحرم المكي، ورئيس المدرِّسين بالمدرسة الصولتية، ونائب رئيس المحكمة الشرعية الكبرى.

## مولده ونشأته
وُلد حسن بن محمد بن عباس بن علي بن عبد الواحد بن عباس المشاط في مكة المكرَّمة، في يوم السبت 3 شوَّال 1317هـ الموافق 3 فبراير (شُباط) 1900م. وأصل بيت المشَّاط من فاس بالمغرب، وهي أسرة علمية مكية عريقة أنجبت عددًا من العلماء كالشيخ عبد القادر بن علي المشاط.
ألحقه والده بالكتاتيب ثم بالمدرسة الصولتية سنة 1329هـ. وعُيِّن مساعدًا للمدرِّسين وهو قريب من سنِّ التخرُّج. 
بعد تخرُّجه عمل في المدرسة نفسها مدرِّسًا، مدَّة ثلاثين سنة، ونال شهادة الجدارة منها عام 1336هـ.

## شيوخه
درس بالمسجد الحرام ولازم علماءه، والتقى عددًا كبيرًا من العلماء الواردين إلى البلد الحرام، ومن أساتذته:
| - والده محمد بن عباس المشاط - حمدان الونيسي الجزائري - محمد عبد الله بن زيدان الشنقيطي - محمد علي بن حسين المالكي - محمد هاشم بن أحمد الفوتي - عمر بن أبي بكر باجنيد - علي بن عبد الله الطيب - عبد الله بن محمد غازي - محمد عبد الحي الكتاني - محمد الخضر بن مايأبى الجكني - عمر بن حمدان المحرسي - عبد الرحمن بن أحمد الدهان - عيدروس بن سالم البار - عيسى بن محمد رواس | - محمد بن عبد الباقي الأيوبي - محمد حبيب الله الشنقيطي - مشتاق أحمد الكانفوري - عبد القادر بن توفيق الشلبي - محمد إدريس الكاندھلوي - مصطفى بن أحمد المحضار - عبيد الله بن الإسلام السندي - محمد يوسف البنوري - عبد المحسن بن محمد أمين رضوان - علوي بن طاهر الحداد - سالم بن أحمد بن جندان - محمد العربي العزوزي - عبد العزيز بن محمد عيون السود - أحمد بن يلس التلمساني | - محمد بن إبراهيم بن عبد الله العربي - محمد بن جعفر الكتاني - حامد بن محمد السري جمل الليل - أحمد بن محمد السنوسي - علي بن عبد الرحمن الحبشي - خليفة بن حمد النبهاني - محمد جمال بن محمد الأمير المالكي - عبد الله بن الصديق الغماري - أحمد بن عبد الرحمن البنا - محمد الخضر بن حسين التونسي - محمد شفيع بن ياسين الديوبندي - حسين أحمد بن حبيب الله الفيض آبادي - محمد بن الهاشمي التلمساني - محمد يحيى بن أحمد المكتبي | - محمد زاهد بن حسن الكوثري - محمد بن محمد زبارة - محمد بخيت بن حسين المطيعي - محمد جميل بن عمر الشطي - سلامة بن هندي العزامي - حسن حبنكة الميداني - محمد خير بن محمد الميداني - أبو بكر بن عبد الله الملا الأحسائي - محمد زكريا الكاندهلوي - محمود بن علي الميرغني - عبد الحق بن رفاقت علي العثماني - حليمة بنت عبد القادر المشاط - أمونة بنت عبد القادر المشاط |

## تلاميذه
تخرج على يديه ولازمه علماء وأعيان كثيرون منهم:
| - إسماعيل عثمان زين - أحمد بن محمد منصوري - زبير بن أحمد فلفلان - أبو بكر جمبي - محسن بن عمر العطاس - أحمد جابر الجبران - طاهر المغربي - عبد الكريم بن محمد أمين البنجري - زكريا بن عبد الله بيلا - محمد زين بن عبد الله باويان - عبد القادر بن عبد المطلب المنديلي | - عبد الفتاح بن حسين راوه - علي بن بكر الكنوي - عمر حسن فلاتة - أحمد بن علي الأدماوي - محمد عوض منقش الزبيدي - محسن بن علي المساوى - عبد الله بن حسن الجفري - محمد بن عبد الكريم السناري - محمد بن سلطان النمنكاني - إسماعيل بن حسين جمال الحريري - جميل خشيفاتي - عبد الوهاب بن إبراهيم أبو سليمان | - عثمان بن محمد سعيد تنكل - قاسم بن محمد الأهدل - صبغة الله بن غلام نبي بن قطب الدين - رشيد فارسي - أحمد جمهوري البنجري - أحمد بن محمد نور سيف - محمد بن علوي المالكي - محمد زين العابدين الأمفناني - محمد عبد القادر الشنقيطي - عبد الله بن أحمد دردوم - حمزة بن عمر العيدروس | - ماجد بن مسعود رحمت الله - عبد الله بن سعيد اللحجي - محمد ياسين الفاداني - محمد بن عبد الكريم بن عبيد - إبراهيم بن علي ركة - يحيى قزاز - منصور عطا الله السوداني - أحمد زكي بن حسن يماني - أحمد بن خالد البدلي - محمد سفر السفياني - عثمان محمد الصومالي |

## مناصبه
وفي عام 1361 هـ عين عضوا في هيئة التمييز وكان كعادة العلماء متورعا عن هذه المسألة حتى انحلت الهيئة عام 1364 هـ فسافر على اثر ذلك في رحلة مدتها عام تقريبا إلى السودان واجتمع بالسيد على الميرغني والشيخ الفاتح قريب الله وبمصر التقى بالمشايخ محمد زاهد الكوثري وسلامة القضاعي وإبراهيم الباجوري وبسوريه اجتمع بالمشايخ عبد العزيز عيون السود وعبد الفتاح أبوغدة وصالح فرفور وزار لبنان أيضا.
في عام 1365 هـ عين وكيلا لرئيس المحكمة الشرعية وظل بها مدة عامين حتى صار قاضيا بها. وفي عام 1372 هـ عين عضوا في مجلس الشورى ومالبث ان اعيد إلى سلك القضاء معاونا لرئيس المحكمة واستمر فيها حتى قبلت استقالته في عام 1375 هـ ففرح كثيرا. لم ينقطع عن التدريس في المدرسة الصولتيه وتولى رئاسة مجلس ادارتها في غياب مديرها. درس بالمسجد الحرام وحلقته في الحديث من كتب الصحاح وغيرها من تفسير وفقه وأصول فقه ولغة معروفة في حصوة باب المحكمة.

## مؤلفاته
له عدة مؤلفات منها:
| - «الثبت الكبير في مشيخة وأسانيد وإجازات الشيخ حسن المشاط المكي» - «الإرشاد بذكر بعض ما لي من الإجازة والإسناد» - «التقريرات السنية على منظومة البيقونية» في مصطلح الحديث - «إنارة الدجى في مغازي خير الورى» في السيرة النبوية - «متن التحفة السنية في الأحوال الأربعينية» - «إسعاف أهل الإسلام بوظائف الحج إلى بيت الله الحرام» - «الجواهر الثمينة في بيان أدلة عالم المدينة» في أصول الفقه | - «رفع الأستار عن محيا مخدرات طلعة الأنوار في علم آثار النبي المختار» في مصطلح الحديث - «إسعاف أهل الإيمان في وظائف شهر رمضان» - «الزواجر المنفرة عن إدخال المسلمين أولادهم في مدارس الكفرة» - «بغية المسترشدين في حياة الأئمة المجتهدين» - «البهجة السنية في شرح الخريدة البهية» في العقيدة - «أربعون حديثا من أبواب شتى في الترغيب والترهيب» - «نصائح دينية ووصايا هامة» - «الحدود البهية في القواعد المنطقية» |

## وفاته
توفي حسن المشَّاط في مستشفى الدكتور أحمد زاهر بحيِّ النزهة في مكة المكرمة، يوم الأربعاء 7 شوَّال 1399هـ الموافق 29 أغسطس 1979م، ودُفن في مقبرة المُعَلَّاة في حوطة السادة العلويين.